# Mirko Čepič
Mirko Čepič, slovenski novinar, * 30. oktober 1927, Ljubljana, † 2011, Ljubljana.
Končal je novinarsko in diplomatsko šolo v Beogradu (1952) ter se 1953 zaposlil kot novinar pri mariborskem časopisu Večer, ter bil od 1973–1975 njegov glavni urednik. V letih 1976−1980 je bil sekretar za informacije Izvršnega sveta Socialistične republike Slovenije in od 1981 pomočnik direktorja informativnih radijskih programov RTV Slovenija. Uveljavil se je kot komentator s kritičnim posluhom za družbene spremembe. Za svoje delo je prejel  Tomšičevo nagrado.
Bil je oče zgodovinarja Zdenka Čepiča.